# Donzdorf
Donzdorf è un comune tedesco di 10 627 abitanti, situato nel land del Baden-Württemberg.
In questa città c'è la sede principale della rinomata etichetta discografica Nuclear Blast.